# Evaristo Felice Dall'Abaco

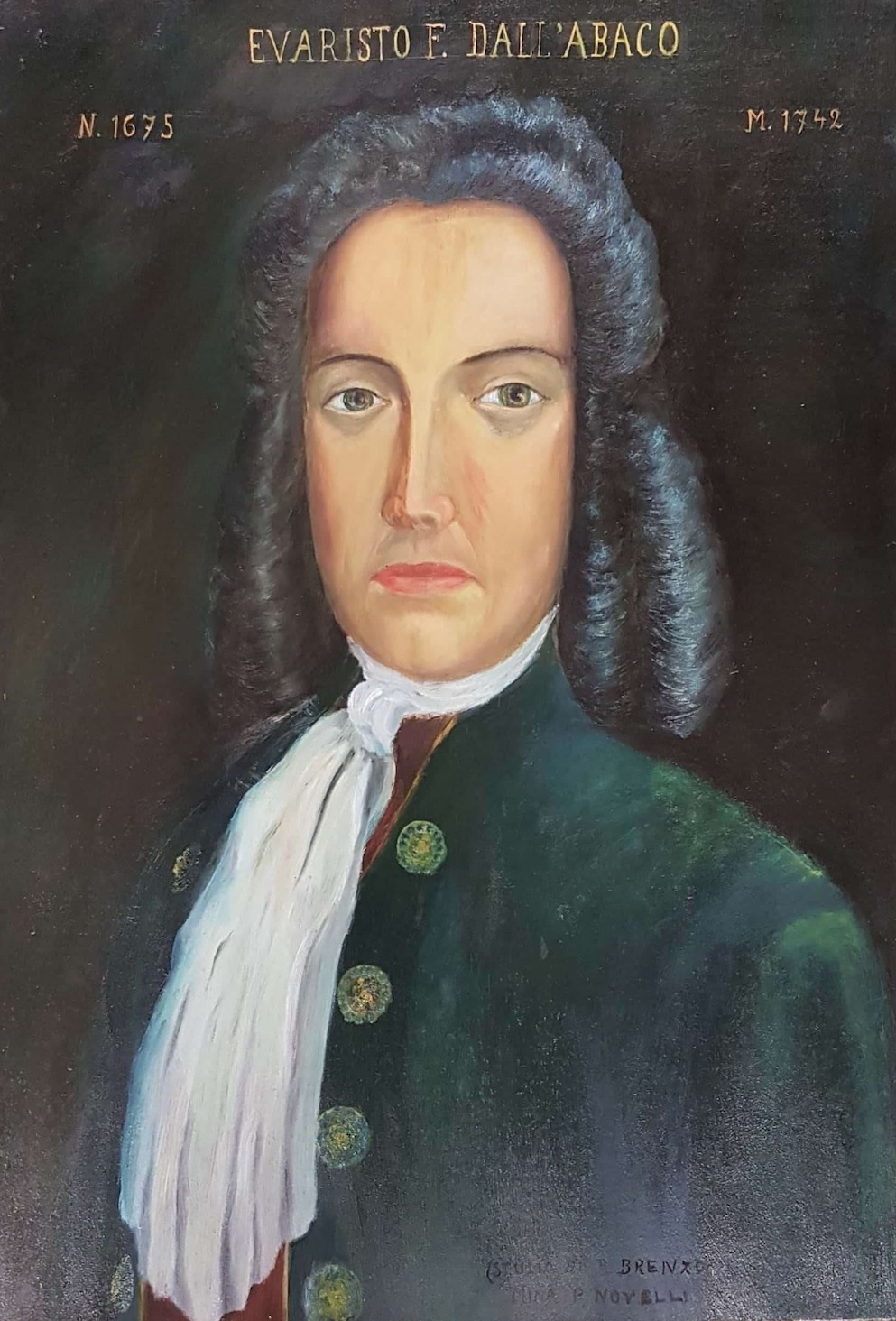
Evaristo Felice Dall'Abaco, într-un portret de epocă al unui autor necunoscut — Sursa este Diversos compositores: Forza Azurri! (Música Barroca Italiana)

Evaristo Felice Dall'Abaco (n. 12 iulie 1675, Verona - d. 12 iulie 1742, München) a fost compozitor, violonist și violoncelist italian, care a trăit și a activat mai ales în München, atunci aflat în entitatea statală numită Electoratul Bavaria  (1623 - 1806).